# 伊瓦诺·博尔东

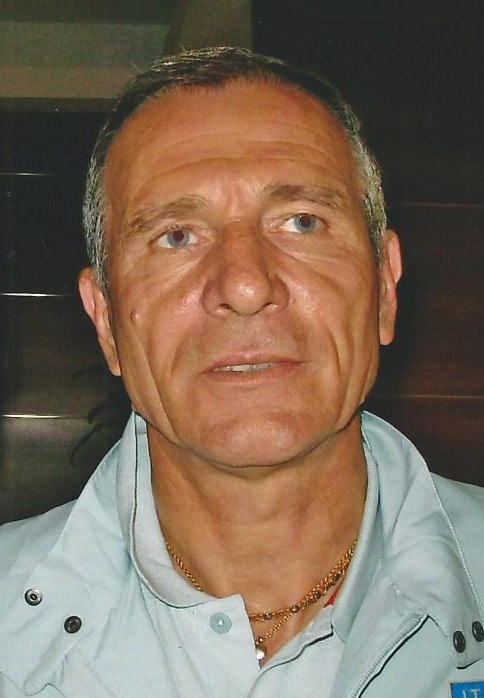
2008年，伊瓦諾·博爾東

伊瓦诺·博尔东（義大利語：Ivano Bordon，1951年4月13日—），意大利男子足球运动员，场上位置是守门员。他曾代表意大利国家队参加1978年和1982年国际足联世界杯，其中1982年世界杯获得冠军。